# 2027 Shen Guo
2027 Shen Guo è un asteroide della fascia principale. Scoperto nel 1964, presenta un'orbita caratterizzata da un semiasse maggiore pari a 3,0202133 UA e da un'eccentricità di 0,0998264, inclinata di 11,02501° rispetto all'eclittica.
Denominato in onore dell'astronomo cinese Shen Kuo (1031 – 1095), vissuto nel periodo della dinastia Song.